# Conservazione e restauro di armi storiche

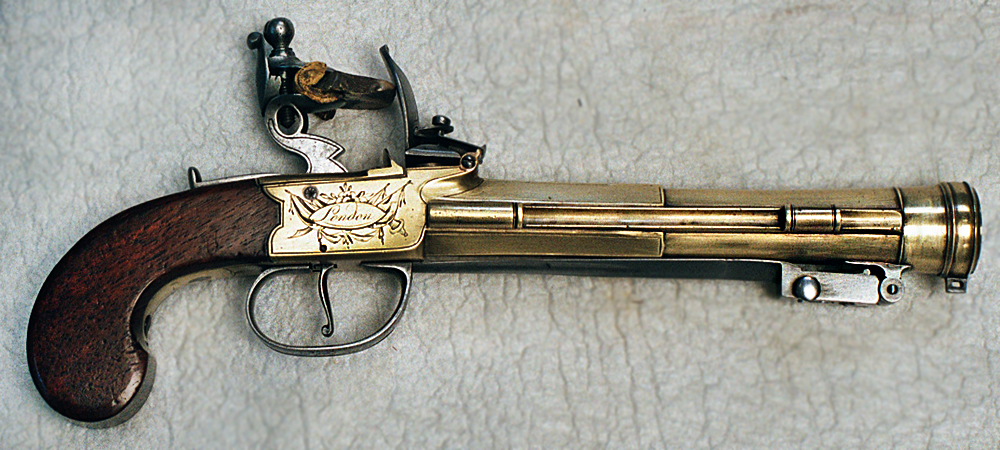
Una pistola restaurata del XVII secolo

La conservazione e il restauro di armi storiche riguardano la cura preventiva, la riparazione dei danni, la stabilizzazione, la sostituzione dei componenti mancanti e potenzialmente il ritorno dell'arma alle proprie caratteristiche e capacità originari (ad esempio la capacità di fuoco in un'arma da fuoco).
Richiede la comprensione dei diversi tipi di armi la conoscenza nella cura e nel trattamento dei materiali organici e inorganici, poiché ad esempio le armi da fuoco sono composte da molti tipi di materiali, dal legno al metallo, che sono assemblati tra loro.

## Storia
L'espressione "arma da fuoco storica" si riferisce agli armamenti utilizzati prima del XX secolo. Le armi da fuoco variano notevolmente per tipologia, funzione, meccanismi di sparo ed elementi decorativi. Sono oggetti compositi, nel senso che sono costituiti da materiali diversi. Generalmente, i componenti principali delle armi da fuoco storiche sono il metallo (ferro, acciaio, ottone) e il legno. Gli elementi decorativi possono includere altri metalli come oro o argento e materiali organici come ossa, corna e avorio. Le armi da fuoco storiche possono aver subito mutazioni e cambiamenti nel corso della loro storia. Ad esempio, la pelle e i tendini degli animali possono essere stati utilizzati per riparare armi da fuoco danneggiate o per creare un'arma nuova da zero permettendo di unire tra loro pezzi di altre armi. Le armi da fuoco storiche sono identificate dallo stile della canna, dal modo in cui vengono caricate e dal meccanismo di sparo. Possono essere innanzitutto classificate in base allo stile della canna, descritto come canna liscia o rigata. La canna liscia ha un interno liscio mentre una canna rigata ha una scanalatura elicoidale tagliata al suo interno. Le armi da fuoco storiche possono essere raggruppate in base a come sono caricate, ossia ad avancarica o a culatta. Le armi da fuoco ad avancarica vengono caricate attraverso l'estremità anteriore della canna e in genere venivano lasciate cariche e pronte per l'uso. Per questo tipo di arma viene utilizzato un lucchetto per trattenere e accendere la potenza di sparo. Le armi da fuoco a retrocarica, introdotte per la prima volta nel XVI secolo, sono caricate con cartucce o proiettili attraverso la parte posteriore della canna e hanno una varietà di interruttori di accensione. Un terzo modo in cui è possibile classificare le armi da fuoco storiche è il loro meccanismo di sparo noto come "chiusura". Nel corso dei secoli sono stati sviluppati diversi tipi di chiusure; tuttavia, i tipi più comuni trovati negli Stati Uniti sono la chiusura a fiammifero (matchlock), la chiusura a ruota (wheellock), la chiusura a pietra focaia (flintlock) e la capsula a percussione.

## Armi da fuoco storiche
La prima chiusura era la matchlock che utilizzava un fiammifero per accendere la polvere da sparo. Queste armi erano a canna liscia e ad avancarica. L'archibugio e i moschetti anteriori al XVII secolo sono due esempi di matchlock. La wheellock, sviluppato intorno al 1500, utilizzava una ruota caricata a molla per creare un'accensione. Come la matchlock, le wheellock erano a canna liscia e ad avancarica. Moschetti e pistole erano realizzati con il bloccaggio delle ruote. Sviluppato nel XVII secolo, la flintlock utilizzava un colpo di selce per accendere la potenza dell'arma e sparare con l'arma. Le flintlock venivano utilizzate per una varietà di armi da fuoco, dalle pistole ai moschetti e ai fucili. Le loro canne potevano essere lisce o rigate ed erano ad avancarica o a culatta. La capsula a percussione fu introdotta all'inizio del 1800 e alla fine sostituì la flintlock. La chiusura della capsula a percussione era molto simile alla flintlock e molte di queste ultime furono convertite in capsula a percussione. Le armi da fuoco con capsula a percussione erano ad avancarica, ma come quelle di tipo flintlock, potevano avere la canna liscia o rigata.

## Agenti di deterioramento e conservazione preventiva
Gli agenti di deterioramento sono le forze che causano danni fisici, chimici e biologici e portano a perdite irreversibili per le collezioni museali. I conservatori lavorano per mantenere la salute delle collezioni museali adottando misure per prevenire o ridurre gli effetti degli agenti di deterioramento sugli oggetti.

### Forze fisiche
Le forze fisiche possono danneggiare gli oggetti direttamente o causare danni indiretti attraverso la collisione tra l'oggetto e altri oggetti (o tra esso e parti di altri oggetti). Il danno agli oggetti è il risultato di cinque possibili forze fisiche: impatto, shock, vibrazione, abrasione e pressione. Per le armi da fuoco storiche il rischio più elevato di danni è dovuto all'impatto di esse con superfici e/o altri oggetti. Se non tenuta correttamente, c’è il rischio che l’arma possa cadere o urtare oggetti o strutture circostanti. Possono verificarsi danni da impatto anche se l'arma non è montata correttamente quando è esposta e di conseguenza cade. I danni derivanti dall'impatto possono causare l'insorgenza di fessure, rotture e scheggiature del legno e di altri materiali organici; la caduta potrebbe anche ammaccare, graffiare o rompere i componenti metallici. Per ridurre il rischio di danni dovuti a forze fisiche, le armi da fuoco storiche dovrebbero essere sostenute con entrambe le mani e tenute davanti al corpo, avere supporti adeguati per l'esposizione ed essere conservate in apposite custodie imbottite con microschiuma. La persona che maneggia l'arma deve prestare attenzione ed essere consapevole di ciò che la circonda quando sposta l'oggetto per evitare di sbatterlo contro altre armi da fuoco, oggetti o strutture.

### Temperatura errata
Una temperatura errata può danneggiare i componenti in legno. Una combinazione di esposizione alla luce a lungo termine o eccessiva con temperature elevate causerà la rottura del legno e la perdita della sua forma. Le alte temperature avranno un effetto simile su pelle grezza e semiconciata, avorio, osso e corno. Per rallentare il processo di deterioramento, le armi da fuoco storiche dovrebbero essere mantenute a temperature inferiori a 22 °C.

### Umidità relativa errata
L'umidità relativa influisce sia sui componenti in legno che su quelli metallici delle armi da fuoco. Un'umidità troppo bassa può causare l'essiccazione e la rottura del legno e di altro materiale organico. Un'umidità troppo elevata, superiore al 65%, può far gonfiare il legno, corrodere il metallo e favorire la crescita di muffe. L'intervallo preferito per l'umidità relativa è compreso tra il 45% e il 50%; tuttavia, tenendo conto dei cambiamenti stagionali, un intervallo accettabile va dal 35% al 60%. L'intervallo preferito di umidità relativa per corno, osso e avorio è compreso tra il 45% e il 55%. Anche la pelle grezza o semiconciata, se utilizzata sull'arma da fuoco, è influenzata dall'umidità. La pelle degli animali assorbirà l'umidità creando un habitat ideale per la crescita della muffa e se l'umidità è troppo bassa, la pelle si spaccherà o danneggerà potenzialmente l'arma. Come per il corno, l'osso e l'avorio, la pelle animale è più stabile con un'umidità relativa compresa tra il 45% e il 55%.

### Acqua
L'acqua è dannosa per la maggior parte degli oggetti storici. Nelle armi da fuoco storiche in particolare, l'acqua causerà la corrosione dei componenti metallici, il rigonfiamento del legno e favorirà la crescita di muffe. L'acqua farà anche gonfiare le corna, le ossa e l'avorio. La pelle grezza animale e la pelle semiconciata assorbono l'umidità e sono a rischio di formazione di muffe. Potrebbe anche scolorirsi. Le armi da fuoco storiche dovrebbero essere conservate lontano o protette da potenziali fonti d'acqua, come condutture dell'acqua esposte o sollevate da terra se esiste il rischio di allagamenti.

### Fuoco
Le armi da fuoco storiche rischiano di subire danni se esposte al fuoco e possono comportare la perdita dell'oggetto. Il legno e altri materiali organici bruceranno e il metallo potrebbe sciogliersi o sfigurarsi. Se l’arma non è stata controllata per verificare la presenza di residui di polvere da sparo o munizioni depositate ed è ancora carica, il fuoco potrebbe accendere la polvere da sparo e provocare uno sparo accidentale. Le armi da fuoco devono essere tenute lontane da sostanze chimiche e oggetti combustibili.

### Luce, UV, infrarossi
Livelli elevati di luce sono dannosi per i materiali organici presenti sulle armi da fuoco storiche. L'esposizione a lungo termine o ad alta intensità alla luce causerà l'oscuramento o lo sbiadimento del legno, dell'avorio, dell'osso e del corno, a seconda del materiale. L'esposizione alla luce UV sbiadisce e sbianca il legno, mentre la luce infrarossa secca e sbiadisce i componenti in legno. Per evitare danni derivanti dall'esposizione alla luce, è possibile utilizzare filtri UV su luci, finestre e vetri di esposizione. Le sorgenti luminose per le vetrine dovrebbero essere posizionate all'esterno della vetrina. Dopo aver raggiunto l'esposizione massima di 100 lux per otto ore al giorno, sei giorni alla settimana per un anno, l'arma da fuoco storica deve essere rimossa dall'esposizione e conservata in una scatola o in un armadietto.

### Parassiti

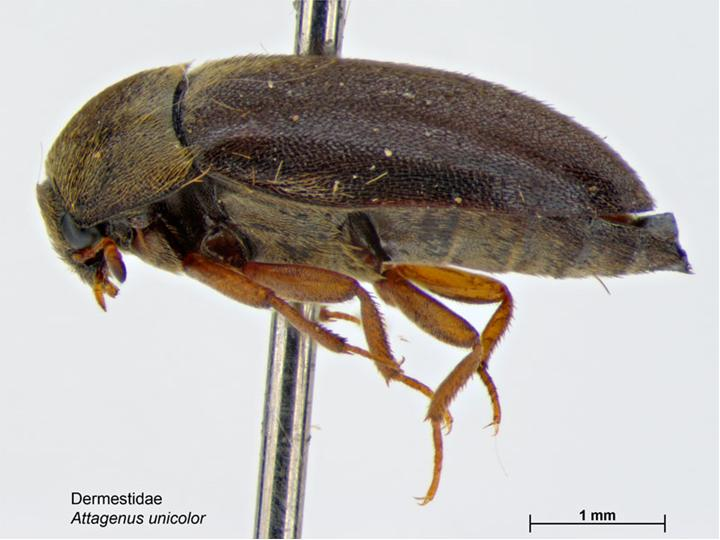
Attagenus unicolor

I parassiti sono insetti e animali che sfigurano, danneggiano e distruggono le collezioni dei musei. I materiali organici presenti sulle armi da fuoco storiche sono suscettibili alle infestazioni da parassiti. Gli scarafaggi e i roditori sono una minaccia per i materiali in legno. Osso, corno, avorio e pelle grezza o semiconciata attirano i Dermestidae, come l'Attagenus unicolor e il Dermestes ater che si nutrono di proteine. Le collezioni di armi da fuoco dovrebbero essere monitorate per individuare eventuali tracce di perforazioni, larve e segni di rosicchiature. La pulizia regolare dell’arma e dell’area espositiva aiuterà a prevenire un’infestazione di parassiti.

### Inquinanti
Gli inquinanti sono agenti ambientali, chimici o fisici, che possono alterare l'aspetto estetico o danneggiare gli oggetti. La polvere, composta da sporco, fibre, cellule della pelle e polline, è un comune inquinante, ma se non rimossa può causare danni. Sulle armi da fuoco storiche, la polvere assorbe l'umidità, attira i parassiti e abrade la superficie. Una pulizia regolare ridurrà l'accumulo di polvere e altri particolati. Altri inquinanti reagiranno chimicamente con l'oggetto, causando potenzialmente danni permanenti. I materiali di conservazione o esposizione inadeguati possono reagire con i componenti metallici e causare corrosione. Un materiale che non deve essere conservato con le armi da fuoco è il cuoio, che corroderà il metallo emettendo gas. I materiali di conservazione ed esposizione possono essere testati utilizzando l'Oddy Test per determinare se reagiscono ai componenti dell'arma.

### Dissociazione
La dissociazione è la perdita di dati, oggetti o associazione tra oggetti. Può verificarsi quando si perde la documentazione, gli oggetti o le loro parti vengono danneggiati o rimossi e persi. Con le armi da fuoco storiche, la dissociazione può verificarsi quando l'arma viene smontata per la pulizia o i percussori vengono rimossi per scoraggiare furti o spari accidentali. Senza un'adeguata etichettatura e tracciabilità, le parti potrebbero andare perse. I numeri di serie e i marchi del produttore possono essere rimossi se l'arma viene pulita con prodotti chimici abrasivi. Per evitare la dissociazione, tutti i componenti devono essere etichettati, annotati i numeri di serie e, se la parte viene rimossa, la sua posizione deve essere registrata. Quando si pulisce l’arma, devono essere utilizzati detergenti e cere adeguati per prevenire la perdita di dati storici.

### Ladri e vandali
Negli Stati Uniti, le armi da fuoco storiche non necessitano di essere registrate e sono un popolare oggetto da collezione, rendendole potenziali bersagli di furto. Per scoraggiare i furti i musei possono decidere di rimuovere il percussore, rendendo così la pistola inutilizzabile e meno desiderabile per i ladri. Quando sono esposte, le armi da fuoco devono essere conservate in custodie di acrilico, policarbonato o vetro di sicurezza e devono essere chiuse a chiave. Nelle aree di deposito, anche le armi da fuoco dovrebbero essere chiuse a chiave in un'area sicura o in cassettiere metalliche e dovrebbe essere disponibile un numero minimo di chiavi per sbloccare vetrine o custodie. Inoltre, le chiavi non dovrebbero essere facilmente replicabili. Se le armi da fuoco vengono utilizzate per la ricerca, i ricercatori dovrebbero essere monitorati dal personale e non dovrebbero essere ammessi cappotti o zaini nell'area di ricerca perché alcune armi da fuoco storiche sono piuttosto piccole e potrebbero facilmente stare nella tasca di un cappotto.

## Gestione
Una corretta manipolazione è importante per prevenire danni alle armi da fuoco storiche. Guanti, di nitrile o di cotone bianco, devono essere indossati ogni volta che si maneggia l'arma poiché gli oli naturali, i sali e gli acidi della pelle possono causare corrosione sulle superfici metalliche. Le armi con canna lunga non devono essere portate con una sola mano ma vanno invece tenute davanti al corpo e sorrette da entrambe le mani. Come precauzione di sicurezza, le armi da fuoco dovrebbero essere controllate per assicurarsi che non siano cariche. Per le armi da fuoco a retrocarica, dopo aver aperto l'otturatore, è necessario puntare una luce lungo la canna o utilizzare un piccolo specchio per guardare la culatta per vedere se la canna è bloccata. È necessario contattare un conservatore se la canna è bloccata e la cartuccia non può essere rimossa facilmente. Per controllare le armi da fuoco ad avancarica, un'asta di pulizia viene inserita nella canna e contrassegnata. Successivamente l'asta viene rimossa e allineata con la volata. Se la differenza tra il punto in cui è contrassegnata l'asta e il foro di contatto è maggiore di 38 mm (1,5 pollici), molto probabilmente la canna è carica e occorre consultare un conservatore.

## Conservazione
Le armi da fuoco storiche dovrebbero essere conservate lontano da sostanze inquinanti come lana o seta che contengono zolfo e cuoio, ognuno dei quali corroderà il metallo mentre rilascia gas. Le armi da fuoco piccole e lunghe possono essere conservate in scatole prive di acidi e devono essere sostenute o imbottite con schiuma di polietilene o tessuto privo di acidi. Le armi con canna lunga possono anche essere conservate in scatole, altrimenti devono essere riposte verticalmente con le canne abbassate e imbottite con polietilene espanso. Le armi da fuoco devono essere conservate con le chiusure in posizione verticale.

## Ambiente
L’ambiente in cui sono conservati gli oggetti storici ha un grande impatto sulla loro salute generale a lungo termine. Per le armi da fuoco storiche è importante riconoscere che, a causa della loro natura composita, ciascun materiale risponderà in modo diverso agli stress ambientali che possono a loro volta influenzare le superfici adiacenti. Generalmente, i controlli ambientali accettabili delle armi da fuoco storiche sono un'umidità relativa compresa tra il 35 e il 50% e una temperatura inferiore a 72 °C. Sebbene le loro tolleranze possano variare, la luce UV e infrarossa danneggia i materiali delle armi da fuoco storiche e deve essere monitorata.

## Trattamento
La conservazione delle armi da fuoco storiche richiede la conoscenza della cura e del trattamento dei materiali organici e inorganici. Il trattamento può variare dalla semplice pulizia al restauro conservativo e al ritorno alla capacità di sparo. Prima del trattamento è necessario considerare tre fattori: se la fonte del danno è stata eliminata, qual è l’entità del danno e quali sono gli effetti a lungo termine del trattamento. Le linee guida generali per il trattamento conservativo di qualsiasi oggetto consistono nell'assicurarsi che il trattamento sia reversibile, che i trattamenti e i materiali siano chimicamente e fisicamente compatibili e che il trattamento debba utilizzare sostanze chimiche stabili che non rilascino gas o reagiscano con l'oggetto creando ulteriore deterioramento. Oltre alla pulizia generale come parte della routine di un museo, il trattamento specifico dell'oggetto storico dovrebbe essere eseguito da un conservatore.

### Pulizia
La pulizia delle armi da fuoco storiche inizia con un esame delle loro condizioni per garantire che possano resistere alla procedura di pulizia. Potrebbe essere necessario uno smontaggio parziale; tuttavia, non è consigliato per le matchlock e le wheellock poiché le viti e i perni non si rimuovono facilmente. La polvere e lo sporco sciolti possono essere rimossi con una spazzola morbida (ad esempio fatta di nasello), e i detriti andrebbero diretti verso un ugello di aspirazione. I prodotti commerciali per la pulizia, le vernici e i lucidanti per ottone e argento dovrebbero essere evitati poiché potrebbero danneggiare l’arma. A volte le cere di grado conservativo, come la cera Renaissance, vengono utilizzate per migliorare l'aspetto dell'arma e proteggerla dalla polvere.

## Galleria d'immagini

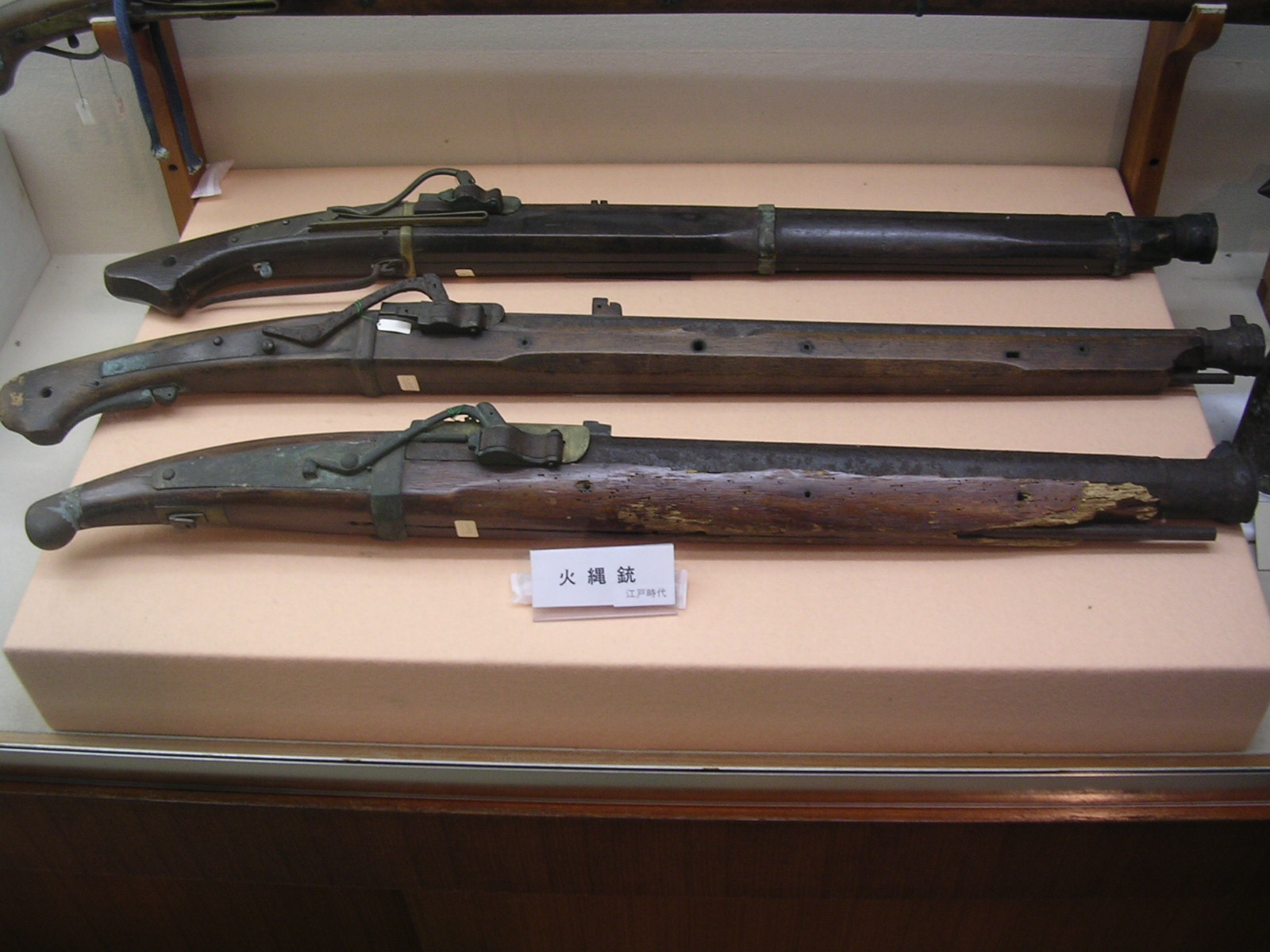
Vari matchlocks giapponesi (samurai) del periodo Edo (tanegashima).
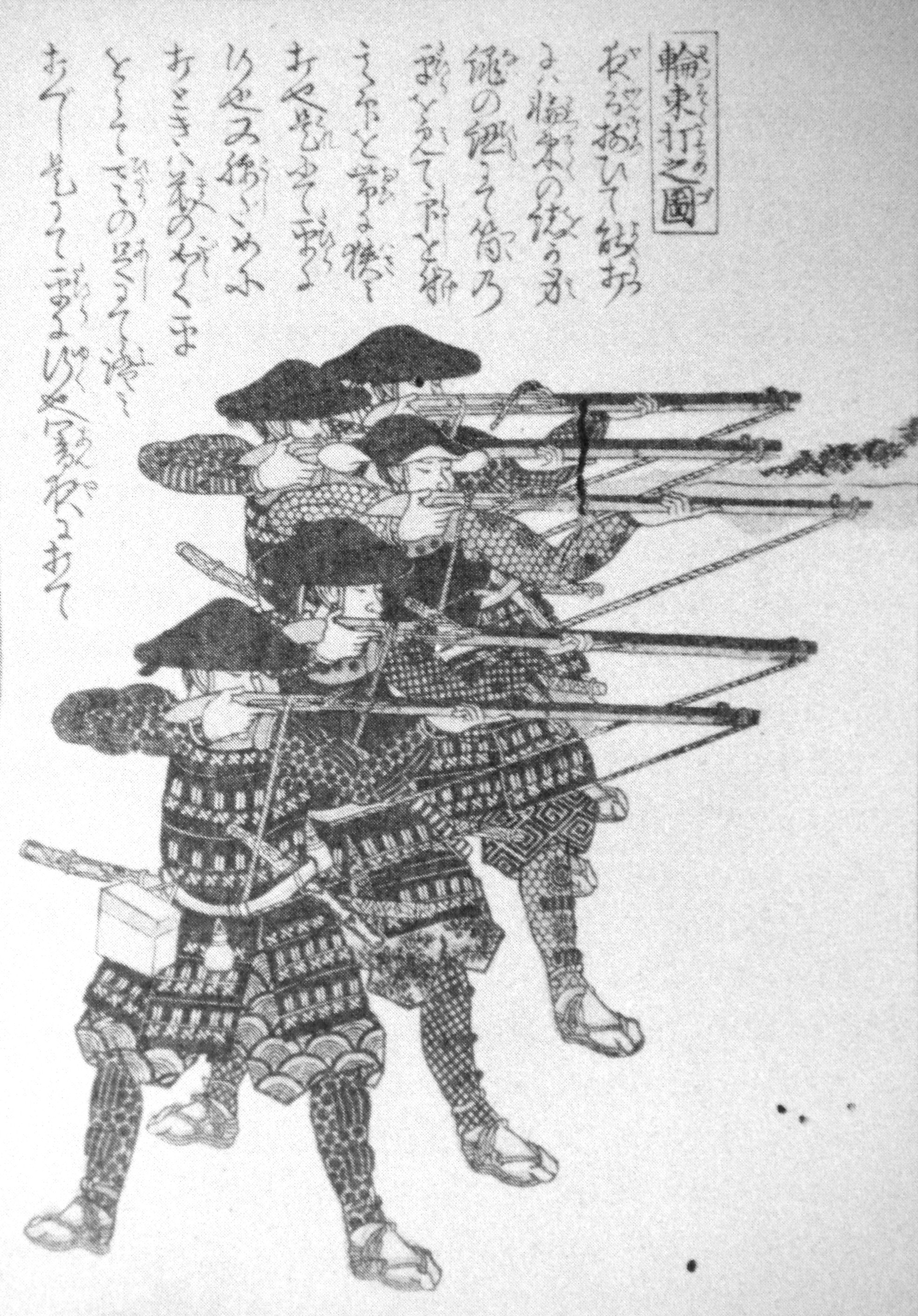
Fanti contadini giapponesi (ashigaru) che sparano con tanegashima (matchlock).
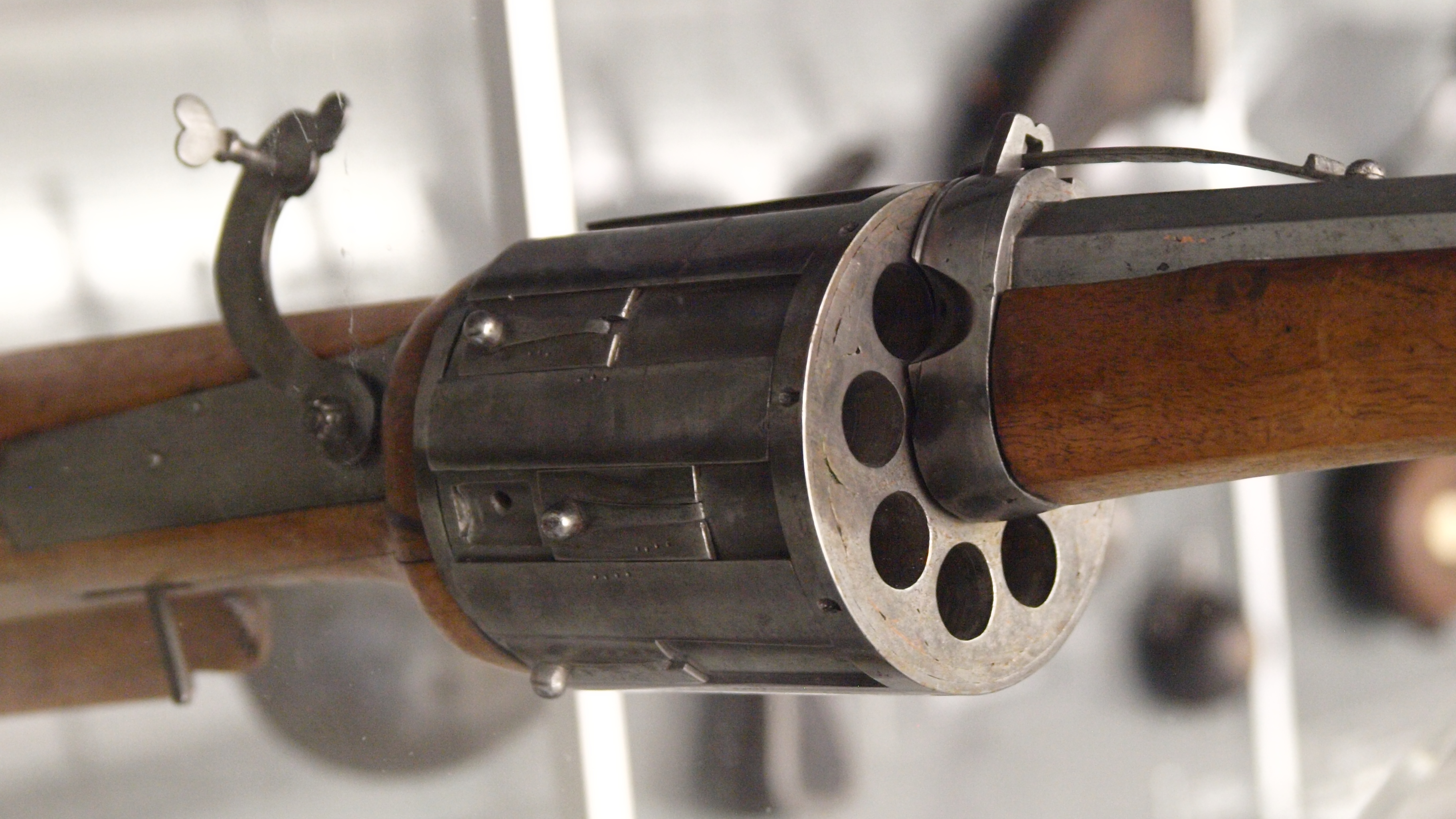
Revolver matchlock a otto colpi (Germania  1580 circa).
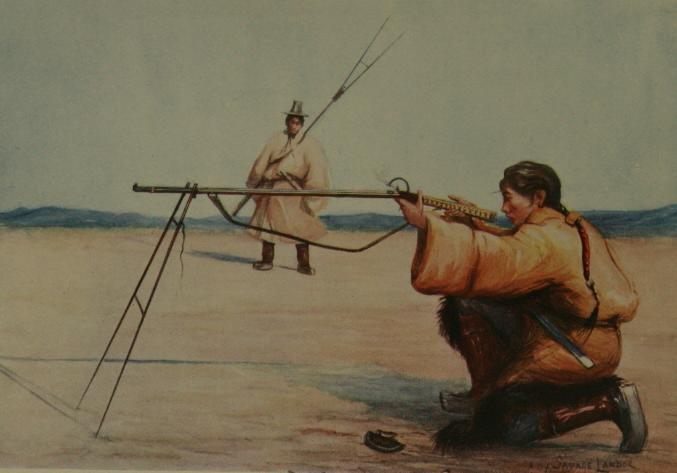
Tibetani con fucile matchlock (dipinto del 1905).
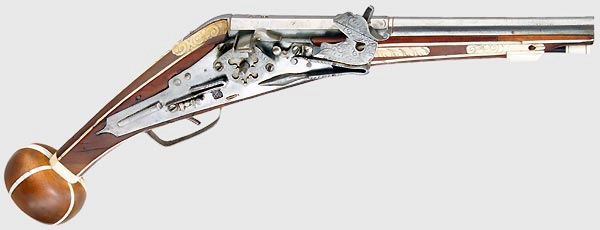
Una pistola wheellock o puffer, Augsburg, c. 1580.
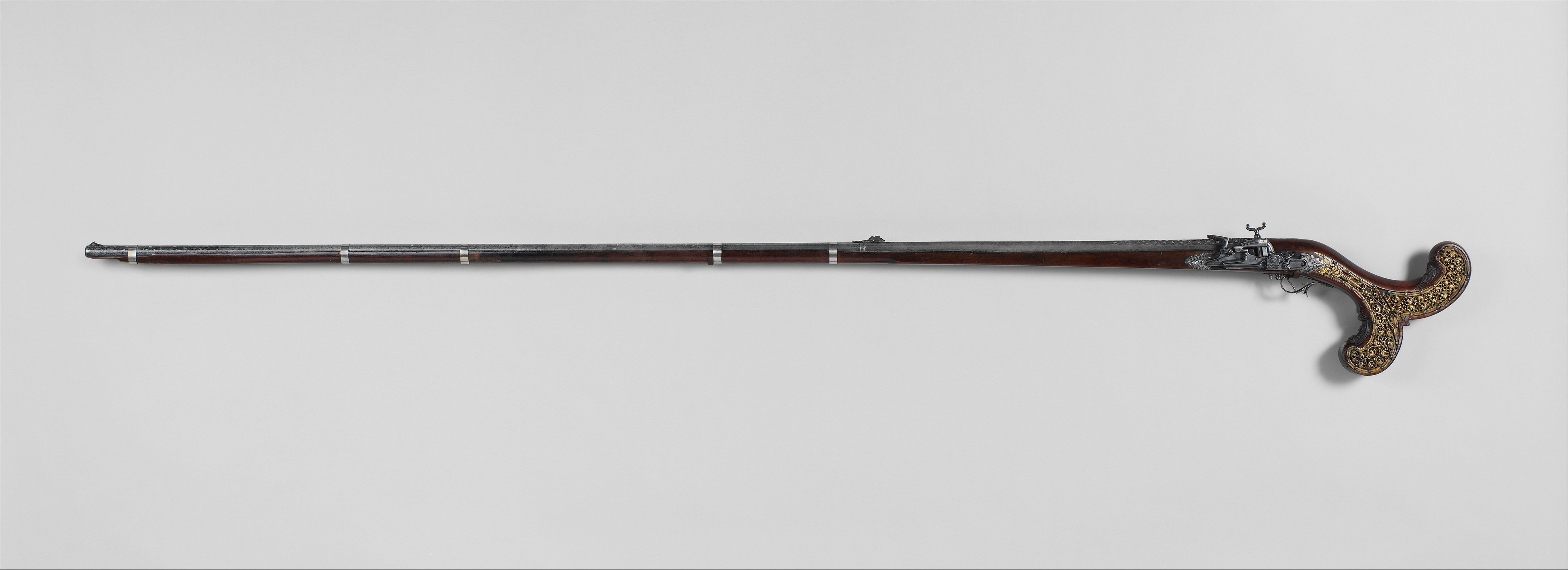
Un moschetto flintlock Bondikula del XVIII secolo.
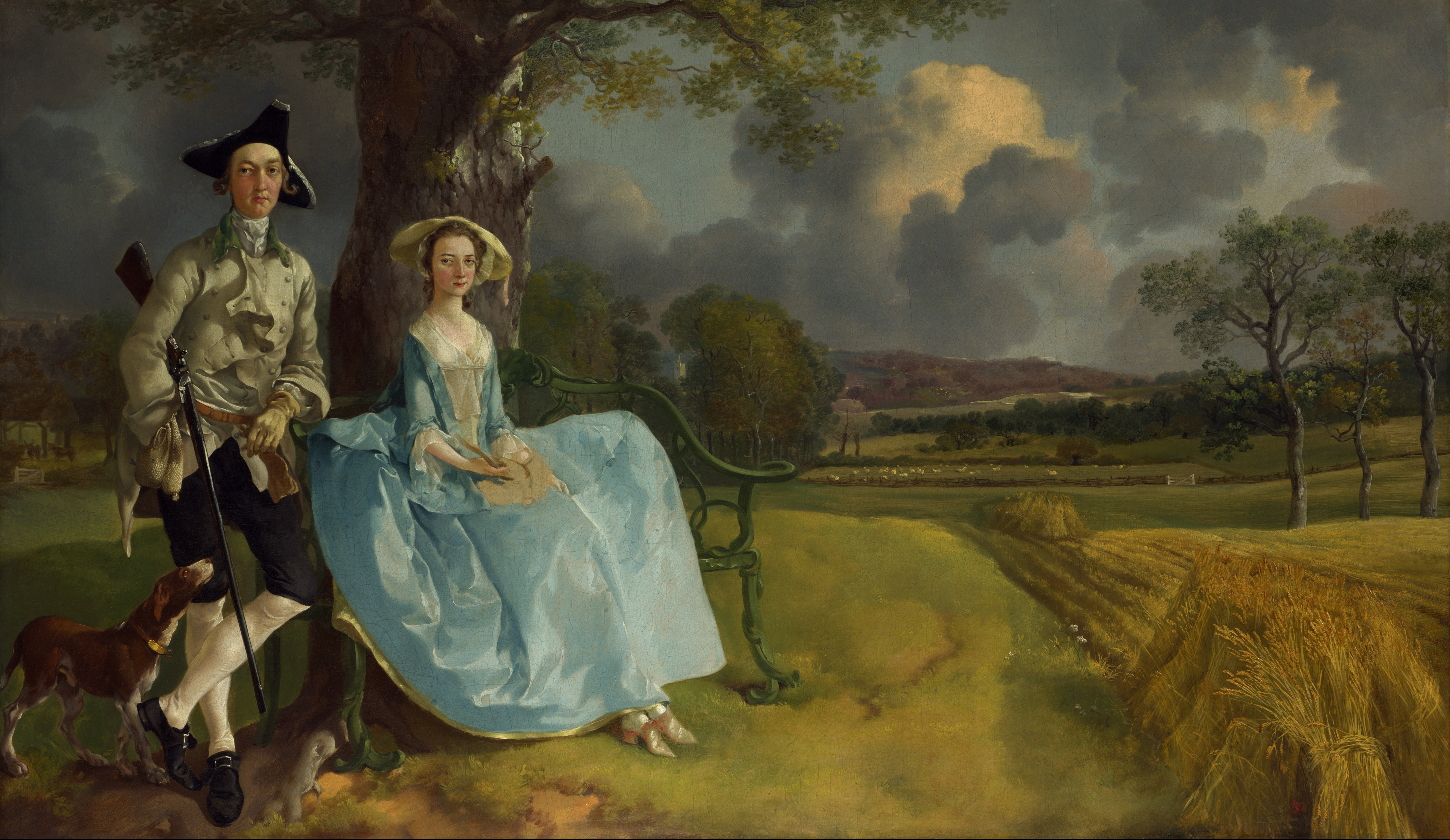
Un gentiluomo inglese (c. 1750) con il suo fucile sportivo ad avancarica flintlock, in un dipinto di Thomas Gainsborough.
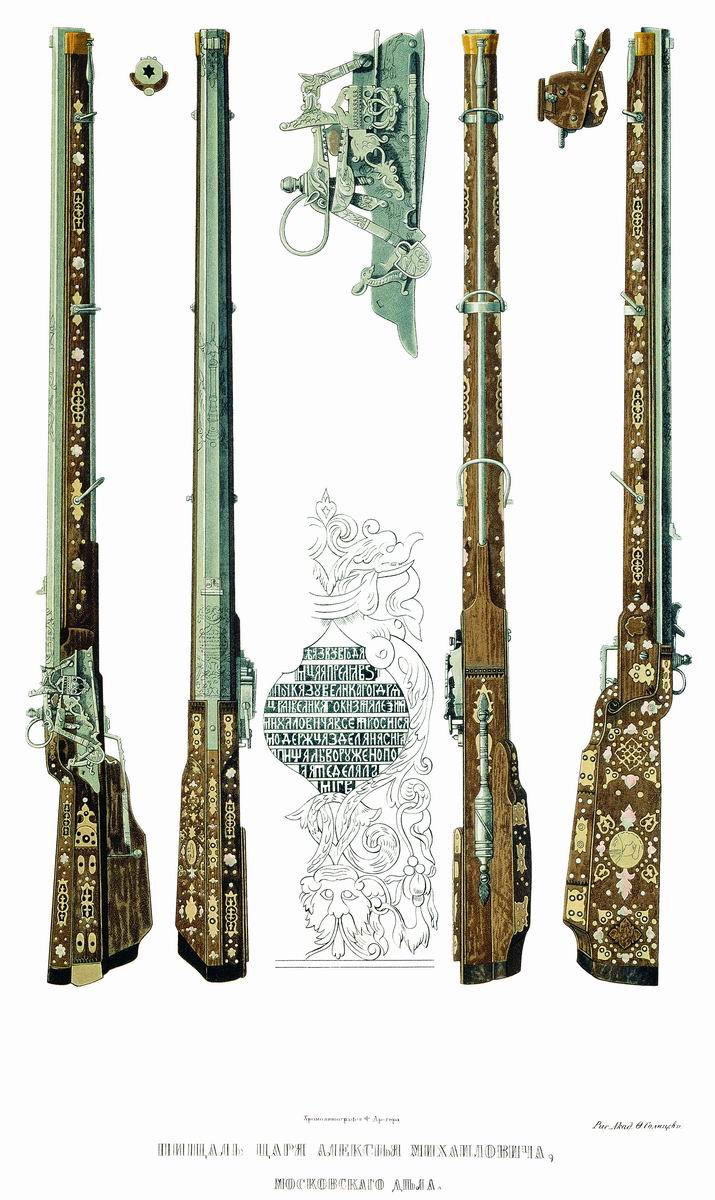
Fucile russo flintlock realizzato nel 1654 dal maestro Grigory Viatkin.